# Хантайское водохранилище
Ханта́йское водохрани́лище (Усть-Хантайское водохранилище) — образованное Усть-Хантайской ГЭС водохранилище на реке Хантайка. Полезный объём составляет 13,43 км³, что позволяет обеспечивать многолетнее и годичное регулирование стока и равномерность работы гидроэлектростанции. Территориально располагается в Таймырском Долгано-Ненецком районе Красноярского края. Объём воды — 23,5 км³. Площадь водосборного бассейна — 29300 км².

## Общие сведения
Строительство Усть-Хантайской ГЭС началось в 1963 году, закончено в 1975 году, начало заполнения водохранилища относится к 1970 году. После завершения его размеры с севера на юг составили около 160 км, до 60 км с востока на запад, общая площадь — 2230 км². Средний приток воды составляет примерно 17,9 км³ в год. При расчетном НПУ высота водохранилища над уровнем моря составляет 60,0 м, при сезонном регулировании опускается до 52 м.
Водохранилище начинается в 62 км от устья реки Хантайка, рядом с гидроузлом расположен посёлок Снежногорск.